# Harrisville (Nova York)
Harrisville és una població dels Estats Units a l'estat de Nova York. Segons el cens del 2000 tenia 653 habitants.

## Demografia
Segons el cens del 2000, Harrisville tenia 653 habitants, 266 habitatges, i 172 famílies. La densitat de població era de 327,4 habitants/km².
Dels 266 habitatges en un 28,6% hi vivien nens de menys de 18 anys, en un 53,8% hi vivien parelles casades, en un 7,1% dones solteres, i en un 35% no eren unitats familiars. En el 28,9% dels habitatges hi vivien persones soles el 18% de les quals corresponia a persones de 65 anys o més que vivien soles. El nombre mitjà de persones vivint en cada habitatge era de 2,45 i el nombre mitjà de persones que vivien en cada família era de 3,06.
Per edats la població es repartia de la següent manera: un 25,1% tenia menys de 18 anys, un 9,5% entre 18 i 24, un 25% entre 25 i 44, un 24,3% de 45 a 60 i un 16,1% 65 anys o més.
L'edat mediana era de 40 anys. Per cada 100 dones de 18 o més anys hi havia 89,5 homes.
La renda mediana per habitatge era de 30.833 $ i la renda mediana per família de 32.946 $. Els homes tenien una renda mediana de 32.417 $ mentre que les dones 19.545 $. La renda per capita de la població era de 15.652 $. Entorn del 12,6% de les famílies i el 16,1% de la població estaven per davall del llindar de pobresa.